# Yuja Wang
Yuja Wang (přechýleně Yuja Wangová, původním jménem Wang Jü-ťia, čínsky 王羽佳, pchin-jin: Wáng Yǔjiā, * 10. února 1987, Peking) je čínská klavírní virtuózka.

## Život
Wang pochází z hudební rodiny, její matka Čaj Ťie-ming se věnuje tanci a její otec Wang Ťien-kuo hře na bicí nástroje. Studovala na hudební konzervatoři v rodném Pekingu a poté v zahraničí, v 11 letech jako nejmladší v historii na letním hudebním kurzu Morningside Music Bridge International Music Festival při univerzitě Mount Royal v Calgary a později u Garyho Graffmana ve Philadelphii.
Začala se účastnit mezinárodních soutěží a dosáhla několika úspěchů, např. se stala laureátkou zvláštní ceny na mezinárodní soutěži v japonském Sendai (2001) a vítězkou soutěže v Aspenu v Coloradu (2003). V roce 2003 debutovala jako sólistka na koncertu orchestru curyšské Tonhalle a v roce 2006 poprvé hrála s Newyorskou filharmonií, v následujícím roce už byla sólistkou na jejich turné po Japonsku a Koreji za řízení Lorina Maazela.
V březnu 2007 zaznamenala klíčový průlom, když s velkým úspěchem zaskočila za Marthu Argerichovou na čtyřech abonentních koncertech Bostonského symfonického orchestru. Za řízení Charlese Dutoita hrála Čajkovského klavírní koncert b moll.
Od té doby se stala jednou z nejvyhledávanějších virtuózek své generace. Spolupracovala s předními dirigenty, jako byli a jsou Neville Mariner, Claudio Abbado, Michael Tilson Thomas, Kurt Masur, Zubin Mehta, Gustavo Dudamel a další. Hrála s významnými orchestry, např. s Akademií svatého Martina v polích, britský Královský filharmonický orchestr, San Francisco Symphony, Symfonickým orchestrem Simona Bolívara, Londýnským symfonickým orchestrem, berlínskou Staatskapelle, Pařížským orchestrem, nizozemským Orchestrem Concertgebouw a dalšími. Stejně tak vystoupila na mnoha prestižních scénách prakticky po celém světě. V dubnu 2009 poprvé vystoupila v Praze na koncertu v rámci cyklu Pražské komorní filharmonie.
První nahrávku měla vydat již v roce 1995, ale není o ní mnoho známo. V roce 2009 nicméně podepsala kontrakt na vydávání nahrávek se společností Deutsche Grammophon.
Její nahraný repertoár zahrnuje zejména díla skladatelů romantismu (Brahms, Chopin, Liszt), moderny (Ravel, Skrjabin), ale také 20. století (Prokofjev a dalších). Velmi často interpretuje a nahrává koncerty i sólové skladby Sergeje Rachmaninova.

## Ohlas
Recenze jejích vystoupení a nahrávek jsou velmi pozitivní. Kritik San Francisco Chronicle Joshua Kosman např. napsal v roce 2012, že Wang je „jednoduše nejoslnivěji, nejzáhadněji nadaná klavíristka dnešního koncertního světa a nezbývá než zůstat sedět, poslouchat a žasnout nad jejím uměním“.